# 水口哲也
水口哲也（1965年5月22日—），日本電子遊戲設計師、遊戲製作人、音樂製作人，現為Enhance Games工作室執行長。他以創作各種音樂遊戲而聞名，代表作為《SEGA冠軍拉力賽車》、《Rez》、《太空第5頻道》、《LUMINES》。
他曾擔任世嘉的遊戲製作人，2003年離開世嘉後與其他人共同成立Q Entertainment公司，離開Q Entertainment後又於2014年獨自成立Enhance Games工作室。

## 早年生活
出生於北海道的小樽市，在札幌就讀高中，大學時期就讀日本大學的藝術學部，專攻「媒體美學」。童年時期他曾夢想成為職業棒球選手，後來透過朋友接觸到雅達利遊戲以及街機遊戲。當時他著迷於街機遊戲，甚至曾為了遊玩而翹課。
大學時期他的朋友介紹給他一款Amiga平台的遊戲《氙星異形 2》，該作帶給他極大的震撼，讓他認知到在電子遊戲中也能呈現出全新的藝術形式。某天他看到一張NASA開發的VR頭戴式顯示器的照片，成為他投入遊戲業的契機之一。另一天，他在一家街機遊戲廳看到一座SEGA開發的360度旋轉機台「R-360」，出於對這項科技與其開發商的好奇與研究的慾望，讓他決定進入SEGA工作。

## 經歷

### SEGA時期
大學畢業後，水口在1990年就直接進入SEGA公司工作，最初主要參與設計街機機台與3D動畫，而非開發遊戲。1991年起參與製作一部CG影片「Megalopolis: Tokyo City Battle」，用於SEGA開發的「AS-1」虛擬實境機台，該片在1993年的SIGGRAPH展覽會上首度亮相。之後擔任賽車遊戲《SEGA冠軍拉力賽車》的製作人，該作於1994年發售，這也是他第一次開發的遊戲。1996年SEGA成立新部門「AM研究開發本部分室」（簡稱AM分室、AM Annex）並由水口擔任室長，繼續開發《SEGA冠軍房車賽》與《SEGA拉力賽車2》等作品。
1999年，水口離開「AM分室」並成立新部門「第9軟體研究開發部」（第9ソフト研究開発部，簡稱AM9），推出節奏遊戲《太空第5頻道》，該作融合了節奏動作與充滿戲劇性的影像，此外美國歌手麥可·傑克森也在遊戲中扮演一位角色。
2000年，SEGA將AM9部門獨立出來，改組為子公司「United Game Artists」（UGA），由水口擔任社長。從2001年到2002年期間，推出《Rez》與《太空第5頻道 2》兩部作品。
2003年9月，SEGA對於旗下開發子公司進行大幅改組，United Game Artists被解散，公司成員被併入Sonic Team。同年10月，水口從SEGA離職並成立新公司Q Entertainment。

### Q Entertainment時期
2003年10月，水口與其他前SEGA員工共同成立新公司Q Entertainment。2004年，推出音樂益智遊戲《聲光電飾方塊》，結合絢麗的聲光效果與類似俄羅斯方塊的遊戲方式，往後該作也推出多款續作與強化移植版。2005年，推出消除類益智遊戲《隕石方塊》，活用任天堂DS的觸控筆功能，融合了方塊消除與射擊的創新遊戲性。2006年推出彈幕射擊遊戲《全面毀滅》（Every Extend Extra），該作的原型是一款免費同人遊戲《Every Extend》。
在2005年東京電玩展的微軟活動上，水口宣布將推出一款全新的動作遊戲《九十九夜》，由Q Entertainment與韓國開發商Phantagram共同製作。不同於水口以往專注的音樂遊戲類型，這次他嘗試在奇幻世界觀中呈現出一部充滿衝突與戰爭的故事。遊戲於2006年在Xbox 360平台獨佔發售。
2010年，在洛杉磯舉行的E3遊戲展上發表新作《伊甸之子》，由Q Entertainment與育碧合作開發，結合音樂與射擊的遊戲方式，在一定程度上繼承了2001年的《Rez》。遊戲於2011年首先在Xbox 360發售，隨後又在PlayStation 3發售。本作也支援體感功能，玩家可以使用Xbox的Kinect或PS3的PlayStation Move控制器來遊玩。
2012年9月，有新聞提到水口已退居幕後，不再參與遊戲開發，轉為投入學術活動。同年10月，水口宣布卸任Q Entertainment社長職位，轉為顧問性質，同時開始擔任慶應義塾大學的特聘教授。同年年底成立了自己的工作室「Mizuguchi Creative Office」。
2013年，參與開發一款iOS平台的手機App「VOCALOID first」，該作可以讓使用者在手機上創作VOCALOID歌曲，算是第一款可免費使用（基本功能）的VOCALOID軟體。從2013至2014年期間，水口主要參與教學、演講之類的學術活動，在這期間他也受邀成為金澤工業大學的客座教授。

### Enhance Games時期
2014年10月，水口成立了Enhance Games工作室，由他自己擔任執行長，初期成員只有他一個人。工作室的本部設在美國加州、同時在日本東京設立一個分部。不同於以往形式，他計畫將遊戲開發工作外包給其他團隊，他認為這種方式可以減輕以往那種需要管理內部員工的壓力。
2014年12月，由水口與Mobcast公司合作開發的手機遊戲《Dragon Spin Z》（ドラゴンスピンZ）正式推出，水口主要負責本作的企劃原案。
2015年3月，由水口與Mobcast公司合作開發的手機遊戲《18 Dreamers》（18 キミト ツナガル パズル）正式推出，水口主要負責遊戲內容的監製。
2016年10月，由Enhance Games與Monstars工作室合作開發的音樂遊戲《Rez Infinite》正式發售，該作是2001年《Rez》的重製版本，不僅強化了畫質、幀數與音效、更新增了遊戲關卡以及VR模式。
2018年6月美國E3遊戲展上，水口宣布將推出一款全新的益智遊戲《俄羅斯方塊效應》。本作結合傳統的俄羅斯方塊遊戲方式與各種聲光特效、並且支援VR模式。遊戲於同年11月在PlayStation 4平台正式發售。

### 創立樂團
2006年，水口與一位來自Agehasprings事務所的音樂製作人玉井健二共同創立一個新樂團「元氣火箭」（元気ロケッツ），邀請安田瑞與宮原永海擔任歌手。在名義上樂團的主唱是一位名為「Lumi」的虛擬人物，不過Lumi的歌聲是以安田瑞與宮原永海兩人的聲音經過電腦合成而來的。
建立樂團的契機來自於2006年遊戲《聲光電飾方塊 2》，當時水口正在為《聲光電飾方塊 2》尋找適合的歌曲，但在市面上找不到想要的曲目，讓他產生自行創作歌曲的想法，因此才找上玉井健二一起進行創作。2006年9月，元氣火箭發表了首支單曲『Heavenly Star』，該曲目同時收錄在《聲光電飾方塊 2》遊戲當中。至今為止，元氣火箭總共發行了兩張專輯。

## 創作理念
在一些訪談中，水口表示他想要嘗試進行一些跟人類感官和娛樂相關的活動，透過這些活動或領域能夠探討一些「人性」。相比傳統的藝術，他認為創造「互動娛樂」更有具體性。後來他選擇進入SEGA公司，部分原因也是SEGA會使用新穎的科技，有助於他對互動娛樂領域的研究。他曾表示早在進入SEGA時就傾向研究3D領域、對於當時的2D遊戲不感興趣。他對於VR之類的新興技術一直很感興趣，也曾嘗試運用「聯覺」概念來達到全新的娛樂體驗。

## 作品

### 電子遊戲
| 年份 | 中文譯名           | 英文標題                      | 平台                                         | 開發商          | 職位       |
| ---- | ------------------ | ----------------------------- | -------------------------------------------- | --------------- | ---------- |
| 1994 | SEGA冠軍拉力賽車   | Sega Rally Championship       | 街機、SEGA土星、Windows                      | SEGA            | 製作人     |
| 1995 | 極速摩輪之曼島大賽 | Manx TT Superbike             | 街機、SEGA土星、Windows                      | SEGA            | 製作人     |
| 1996 | SEGA冠軍房車賽     | Sega Touring Car Championship | 街機、SEGA土星、Windows                      | SEGA            | 製作人     |
| 1998 | SEGA拉力賽車2      | Sega Rally 2                  | 街機、Dreamcast、Windows                     | SEGA            | 製作人     |
| 1999 | 太空第5頻道        | Space Channel 5               | Dreamcast、PlayStation 2                     | SEGA            | 製作人     |
| 2001 | Rez                | Rez                           | Dreamcast、PlayStation 2                     | SEGA            | 製作人     |
| 2002 | 太空第5頻道 2      | Space Channel 5: Part 2       | Dreamcast、PlayStation 2                     | SEGA            | 製作人     |
| 2004 | 聲光電飾方塊       | LUMINES                       | PlayStation Portable、PlayStation 2、Windows | Q Entertainment | 製作人     |
| 2005 | 隕石方塊           | METEOS                        | 任天堂DS                                     | Q Entertainment | 執行製作人 |
| 2006 | 九十九夜           | Ninety-Nine Nights            | Xbox 360                                     | Q Entertainment | 製作人     |
| 2006 | 聲光電飾方塊 Live! | Lumines Live!                 | Xbox 360                                     | Q Entertainment | 製作人     |
| 2006 | 聲光電飾方塊 2     | Lumines II                    | PlayStation Portable                         | Q Entertainment | 製作人     |
| 2006 | 全面毀滅           | Every Extend Extra            | PlayStation Portable                         | Q Entertainment | 執行製作人 |
| 2006 | 線條方塊 重生      | GUNPEY-R                      | PlayStation Portable                         | Q Entertainment | 執行製作人 |
| 2007 | 全面毀滅 極限      | Every Extend Extra Extreme    | Xbox 360                                     | Q Entertainment | 執行製作人 |
| 2011 | 伊甸之子           | Child of Eden                 | Xbox 360、PlayStation 3                      | Q Entertainment | 總監       |
| 2016 | Rez 無限           | Rez Infinite                  | PlayStation 4、Windows                       | Enhance Games   | 製作人     |
| 2018 | 俄羅斯方塊效應     | Tetris Effect                 | PlayStation 4                                | Enhance Games   | 製作人     |

### 音樂
| 年份 | 作品名稱                                | 作品性質 | 職務         |
| ---- | --------------------------------------- | -------- | ------------ |
| 2006 | Heavenly Star / Breeze                  | 單曲     | 製作人、作詞 |
| 2007 | 元気ロケッツ I -Heavenly Star-          | 專輯     | 製作人、作詞 |
| 2011 | GENKI ROCKETS II -No border between us- | 專輯     | 製作人、作詞 |

## 備註
1. ↑  關於AS-1機台的資料，可參考此網頁之介紹「第2回20年以上もまえにさかのぼる、セガ先輩のVR元年」

## 外部連結
- 個人網站 （页面存档备份，存于）
- Enhance Games 官方網站 （页面存档备份，存于）